# Carl Justi
Carl Justi (Marburg, 2. kolovoza 1832. – Bonn, 9. prosinca 1912.), njemački filozof i povjesničar umjetnosti
Bio je profesor u Marburgu i Bonnu. Napisao je niz biografija, od kojih su najvažnije:
- "Valesquez i njegovo doba"
- "Murillo"
- "Micheangelo"
- "Winckelmann, njegov život, njegova djela i njegovi suvremenici"